# گونزالو پوراس
گونزالو پوراس (انگلیسی: Gonzalo Porras؛ زادهٔ ۳۱ ژانویهٔ ۱۹۸۴) بازیکن فوتبال اهل اروگوئه است.
از باشگاه‌هایی که در آن بازی کرده‌است می‌توان به باشگاه فوتبال لیورپول (مونته‌ویدئو)، باشگاه فوتبال دانوبیو، باشگاه فوتبال دانوبیو، باشگاه فوتبال ناسیونال اروگوئه، و باشگاه فوتبال لیورپول (مونته‌ویدئو) اشاره کرد.